# Шахтёр (стадион, Прокопьевск)
«Шахтёр» — главный городской стадион в Прокопьевске, Кемеровской области, построенный в 1935 году. Одно из старейших спортивных сооружений Кузбасса. Является домашним полем городской футбольной команды «Шахтёр».

## История
В 1934 году на месте посёлка Крутые Топки начато строительство городского стадиона. Весь город принимал участие в этой стройке.
Стадион был открыт в 1935 году, в Центральном районе города. Вместимость стадиона составляла 12 500 человек.
В 1940 году состоялся первый официальный футбольный матч.
После реконструкции 1998 года стадион стал вмещать 5000 человек, а после реконструкции трибун и установки на них пластиковых кресел летом 2003 года количество посадочных мест сократилось и на сегодняшний день[когда?]

 составляет 3200 человек.
Размеры поля: 104×68 м.
В 2019 году на стадионе обновлены беговые дорожки.
В настоящее время стадион «Шахтёр» является многофункциональным спортивным сооружением, на котором проводятся спортивные, культурно-массовые мероприятия и размещено несколько спортивных площадок (футбольное поле с натуральным газоном, малое футбольное поле с искусственным покрытием, площадка для пляжного волейбола, хоккейная коробка, которая в летний период становится двумя баскетбольными площадками, площадка для воркаута, скейт-парк, комплекс уличных тренажеров и открытая в 2022 году, единственная в Кемеровской области, площадка для лиц с ограниченными возможностями).